# Greer Garson
Eileen Evelyn Greer Garson CBE (29 de setembre del 1904, Londres - 6 d'abril del 1996, Dallas, Texas) fou una actriu estatunidenca. Es feu famosa en coprotagonitzar nombroses pel·lícules juntament amb l'actor Walter Pidgeon. Va estar nominada sis cops als premis Oscar a la millor actriu, guardó que aconseguí en una ocasió.
Va néixer al comtat de Down, a Irlanda del Nord, tot i que s'educà a Londres. Es graduà en francès i literatura del segle xviii. En un principi pensà a ser professora, però acabà treballant en diverses produccions locals de teatre.
Fou descoberta pel director Louis B. Mayer, que es trobava a Londres buscant joves talents. Garson signà un contracte amb MGM i protagonitzà la seva primera pel·lícula americana: Goodbye Mr. Chips (1939), per la que va rebre una nominació als Òscar.
La dècada dels anys 40 fou la millor en la carrera de Garson. Protagonitzà diverses pel·lícules que foren un èxit, com Pride and Prejudice (1940), Madame Curie (1943) o La senyora Parkington (1944). La seva interpretació d'una dona supervivent dels desastres de la guerra a la pel·lícula La senyora Miniver (1942) va valdre-li el premi Òscar a la millor actriu. El 1951 es convertí en ciutadana americana, tot i que a finals d'aquella dècada els seus papers començaren a ser cada cop menys importants.
Greer Garson es retirà del cinema el 1967 i es dedicà a diferents obres benèfiques. Morí a Dallas, Texas, el 6 d'abril del 1996 amb 91 anys.

## Filmografia

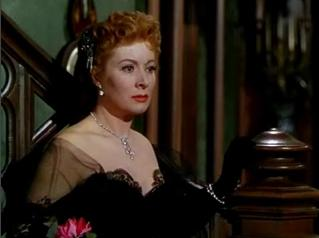
Greer Garson a That Forsyte Woman

| Any  | Pel·lícula                                      | Paper                                             | Notes                                                                        |
| ---- | ----------------------------------------------- | ------------------------------------------------- | ---------------------------------------------------------------------------- |
| 1939 | Goodbye, Mr. Chips                              | Katherine Chipping                                | Nominada - Oscar a la millor actriu                                          |
| 1939 | Remember?                                       | Linda Bronson Holland                             |                                                                              |
| 1940 | The Miracle of Sound                            | Ella mateixa                                      |                                                                              |
| 1940 | Pride and Prejudice                             | Elizabeth Bennet                                  |                                                                              |
| 1941 | Blossoms in the Dust                            | Edna Gladney                                      | Nominada - Oscar a la millor actriu                                          |
| 1941 | When Ladies Meet                                | Mrs. Claire Woodruff                              |                                                                              |
| 1942 | Mrs. Miniver                                    | Mrs. Kay Miniver                                  | Oscar a la millor actriu                                                     |
| 1942 | Random Harvest                                  | Paula Ridgeway                                    |                                                                              |
| 1943 | The Youngest Profession                         | Ella mateixa – estrella convidada                 |                                                                              |
| 1943 | Madame Curie                                    | Marie Curie                                       | Nominada - Oscar a la millor actriu                                          |
| 1944 | Mrs. Parkington                                 | Susie "Sparrow" Parkington                        | Nominada - Oscar a la millor actriu                                          |
| 1945 | The Valley of Decision                          | Mary Rafferty                                     | Nominada - Oscar a la millor actriu                                          |
| 1945 | Adventure                                       | Emily Sears                                       |                                                                              |
| 1947 | Desire Me                                       | Marise Aubert                                     |                                                                              |
| 1948 | Julia Misbehaves                                | Julia Packett                                     |                                                                              |
| 1949 | That Forsyte Woman                              | Irene Forsyte                                     |                                                                              |
| 1950 | Screen Actors                                   | Ella mateixa - no surt als crèdits                | curt                                                                         |
| 1950 | The Miniver Story                               | Mrs. Kay Miniver                                  |                                                                              |
| 1951 | The Law and the Lady                            | Jane Hoskins també coneguda com Lady Jane Loverly |                                                                              |
| 1953 | Scandal at Scourie                              | Mrs. Victoria McChesney                           |                                                                              |
| 1953 | Julius Caesar                                   | Calpurnia                                         |                                                                              |
| 1954 | Her Twelve Men                                  | Jan Stewart                                       |                                                                              |
| 1955 | Una estranya a la ciutat (Strange Lady in Town) | Dra. Julia Winslow Garth                          |                                                                              |
| 1960 | Sunrise at Campobello                           | Eleanor Roosevelt                                 | Globus d'Or a la millor actriu dramàtica Nominada - Oscar a la millor actriu |
| 1960 | Pepe                                            | Ella mateixa                                      | Cameo                                                                        |
| 1966 | The Singing Nun                                 | Mare priora                                       |                                                                              |
| 1967 | The Happiest Millionaire                        | Mrs. Cordelia Biddle                              |                                                                              |
| 1968 | The Little Drummer Boy                          | Narradora                                         | com Ms. Greer Garson                                                         |
| 1978 | Little Women                                    | Tia Kathryn March                                 |                                                                              |
| 1986 | Dirigida per William Wyler                      | Ella mateixa                                      | documental                                                                   |